# 97 aC
El 97 aC va ser un any del calendari romà prejulià. En aquell temps, era conegut com a any del consolat de Lèntul i Cras (o, més rarament, any 657 ab urbe condita o de la fundació de la ciutat). L'ús del nom «97 aC» per referir-se a aquest any es remunta a l'alta edat mitjana, quan el sistema Anno Domini va ser el mètode de numeració dels anys més comú a Europa.

## Esdeveniments

### Anatòlia
- Ariarates VIII rei de Capadòcia veu com el seu oncle Mitridates VI Eupàtor, rei del Pont entra al país suposadament per ajudar-lo a lluitar contra Bitínia però en realitat amb intenció d'ocupar el regne. Després d'unes setmanes de guerra, ambdós reis es reuneixen per negociar la pau. Mitridates, ajudat pel seu fidel Gordi, l'assassina.[2]

### Àsia
- Sujin es converteix en emperador del Japó (data probable).[3]

### Judea
- Alexandre Janeu, rei de Judea, sofreix una derrota davant Teodor (fill de Zenó), governador selèucida de Gàdara i Anato (al nord-est de Palestina, a l'altre costat del llac de Tiberíades), quan intentava apoderar-se d'aquestes terres.[4]

### República Romana
- Gneu Corneli Lèntul i Publi Licini Cras són elegits cònsols.[5][6]
- Durant el seu consolat es prohibeix un ritu monstruós (segons explica Plini el Vell) que s'havia imposat darrerament, i el Senat emet un decret ordenant «no homo immolaretur» ('que no es facin sacrificis humans').[7]
- Luci Valeri Flac i Marc Antoni l'Orador són censors i incorporen a la llista de ciutadans romans a molts itàlics, sens dubte per afavorir el partit de Gai Mari.[8]

### Hispània
- Quint Sertori, tribú militar a Hispània amb Tit Didi passa l'hivern a Castulo prop del Guadalquivir. La guarnició romana és expulsada pels habitants del país, farts dels seus abusos, però Sertori dirigeix el contraatac i massacra als habitants, i als que no mata els ven com esclaus.[9]